# Revue Biblique
Revue Biblique é uma revista acadêmica publicada pela École Biblique, um instituto de uma comunidade francesa de Dominicanos com sede em Jerusalém. A revista foi criada em 1892 por Pierre Batiffol e Marie-Joseph Lagrange.